# Mabaruma Airport
Mabaruma Airport är en flygplats i Guyana.   Den ligger i regionen Barima-Waini, i den norra delen av landet, söder om Mabaruma. Mabaruma Airport ligger 13 meter över havet.
Terrängen runt Mabaruma Airport är platt. I omgivningarna runt Mabaruma Airport växer i huvudsak städsegrön lövskog.